# Петер Гулачи
Петер Гулачи (мађ. Péter Gulácsi; 6. мај 1990, Будимпешта) је мађарски фудбалер, који тренутно наступа за РБ Лајпциг. Игра на позицији голмана.

## Клупска каријера
Гулачи је сениорску каријеру почео у МТК, одакле је одмах позајмљен Ливерпулу, који га је на крају сезоне откупио. За први тим Ливерпула није одиграо ниједну утакмицу. Године 2009. је позајмљен трећелигашу Херефорф јунајтеду, 2010. је позајмљен такође трећелигашу Транмере роверсима, а сезоне 2011/12. је позајмљен Хал Ситију, који се тада такмичио у Чемпионшипу. Године 2013. прелази у Ред бул Салцбург, где игра редовно. Са Ред бул Салцбургом осваја 2 дупле круне у Аустрији, а прве сезоне са клубом долази до осмине финала Лиге Европе. Године 2015. прелази у РБ Лајпциг (клуб чији је власник такође компанија ред бул) где прве сезоне са клубом обезбеђује пласман у прву Бундеслигу Немачке. За РБ Лајпциг такође игра редовно, у првој сезони у Бундеслиги са Лајпцигом постаје вицешампион, а 2020. године долази до полуфинала Лиге шампиона.

## Репрезентативна каријера
Позив у репрезентацију Мађарске Гулачи је добио маја 2008, када је био на клупи за замене на утакмици против Хрватске. На Светском првенству до 20 година 2009. је са Мађарском стигао до бронзане медаље. У утакмици за треће место са Костариком је одбранио 3 једанаестерца. За А репрезентацију је коначно дебитовао 22. маја 2014. у утакмици против Данске. Био је део репрезентације на Европском првенству 2016, где је на све 4 утакмице био замена за Габора Кираљија, а након повлачења Кираљија постаје први голман репрезентације. На Европском првенству 2020. је бранио на све 3 утакмице.

## Трофеји
Ред Бул Салцбург
- Бундеслига Аустрије: 2013/14, 2014/15
- Куп Аустрије: 2013/14, 2014/15

Индивидуални
- Фудбалер године у Мађарској (по избору ФСМ): 2019, 2020